# Superfast Galvion
Chō Kōsoku Galvion (яп. 超攻速ガルビオン Тё Ко:соку Гарубион) — японский аниме-сериал, выпущенный студией Kokusai Eigasha. Транслировался по телеканалу TV Asahi с 3 февраля по 29 июня 1984 года. Всего выпущено 22 серии аниме.

## Сюжет
В XXIII веке женщина-миллиардер Мидорияма Рэй создаёт тайную организацию «Циркус», чтобы сражаться против злой группировки, известной как «Тень», которая в свою очередь намеревается захватить весь мир. Для этого она создаёт супер-роботов Гальвионов, однако не может найти для них квалифицированных пилотов. Так Рэй идёт на радикальный поступок: заключает сделку с двумя преступниками: Му и Маей, которые в обмен на освобождение из тюремного заключения должны сражаться против «Тени».

## Роли озвучивали
- Судзуоки Хиротака — Мая
- Ёкодзава Кэйко — Кэй
- Хориути Кэню — Хенри
- Коити Хасимото — Му
- Юкико Насива — Инка

## Интересные факты
- Изначально сериал должен был быть длиннее, но из-за низких рейтингов сюжет был сокращён. Поэтому сериал завершается на 22 серии, а эпилог, снабжённый фотографиями и закадровым текстом, длится всего 35 секунд[1].
- Superfast Galvion считается одним из самых «редких» аниме, так как на территории Японии не выпускался ни разу на VHS, LD и DVD-изданиях. Ранее была единственная возможность приобрести сериал, купив копию кассеты, на которую записали трансляцию аниме с телевидения[1].